# Nylutherdom
Nylutherdom, eller nylutheranism, kallas en teologisk rörelse som uppkom i Tyskland i början av 1800-talet och senare överfördes till Sverige, vilken i motsats till vad man såg som rationalismens och pietismens kyrkoupplösande idéer hävdade principen om en stark kyrka i anslutning till Luthers kyrkolära.
Nylutherdomen hade sina rötter i den tyska väckelse som följde på Napoleonkrigen och den s k gammallutherdomen och fick fastare former från 1830-talet och framåt. Den var en reaktion på den föregående epokens neologi. 
De ledande namnen i Tyskland var August Vilmar, Wilhelm Löhe och Theodor Kliefoth. De betonade alla ämbetet och sakramenten och önskade teologisk, ecklesiologisk och liturgisk förnyelse på de lutherska bekännelseskrifternas grund. De förkastade helt upplysningstidens liberaliserande teologi.
Löhe och Kliefoth är idag stora inspirationskällor för den gammallutherska Missourisynoden bland annat i deras förståelse av ämbetet.

## Nylutherdom i Sverige
I Sverige företräddes nylutherdomen av den s k ”Lundahögkyrkligheten”, vilken uppstod i Lund i slutet av 1840-talet omkring Anton Niklas Sundberg, Ebbe Gustaf Bring och Wilhelm Flensburg. Dessa satte kyrkan i förgrunden för frälsningen och utgav 1855–1863 tidskriften Svensk Kyrkotidning (ej att förväxla med Svensk Kyrkotidning utgiven från 1905), vilken blev rörelsens organ. I denna tidskrift anslöt de sig uttryckligen till Kliefoths kyrkoprogram.

### Andra generationens Lundahögkyrklighet[3]
En andra, eller yngre, generation av Lundahögkyrklighet företräddes av en krets främst bestående av Gottfrid Billing, Sven Libert Bring, N.J.O.H. Lindström och Andreas Berggren. Dess viktigaste organ var föreningen Kyrkans Vänner (1876-1906) och tidskriften Svensk Luthersk Kyrkotidning och dess efterföljare Lutherskt månadsblad. Den yngre lundahögkyrkligheten hade en stor betydelse för Svenska kyrkans utveckling under slutet av 1800-talet och början av 1900-talet.
De betonade kyrkans roll som förmedlare av nådemedlen och hade en sakramental förståelse med betoning på dopet, nattvarden och ämbetet. De såg den lutherska kyrkan som en gren av den allmäneliga kyrkan, vars två andra grenar representerades av den katolska kyrkan och den reformerta, och där den lutherska intog en förmedlande position och utgjorde Via media. Trots det starka betonandet av ämbetet fanns även ett pietistiskt drag, Billing och Bring strävade efter att förena pietistiskt fromhetsliv med lundahögkyrklighetens kyrkosyn.
I liturgiska frågor var målet en gudstjänst som hängde samman med den allmänneliga kyrkans tradition och samtidigt uttryckte en luthersk förståelse av dess innehåll. Uddo Lechard Ullmans arbete med den nya kyrkohandboken 1894 blev viktigt för den liturgiska förnyelsen. 
Närmare en fjärdedel av de aktiva prästerna i Svenska kyrkan var medlemmar i föreningen Kyrkans Vänner under dess existens, samt dessutom en stor mängd lekmän från de flesta socioekonomiska grupper.
Många av de biskopar som utnämndes under 1880- och 1890-talen hade sin bakgrund i Kyrkans Vänner, vilket medförde att större delen av kyrkans biskopar under denna tid och en bra bit in på 1900-talet hade denna gemensamma bakgrund.
Svenska kyrkans utveckling under slutet av 1800-talet och början av 1900-talet kom att påverkas av denna generations teologiska och ecklesiologiska syn, och hos många av dem fanns också ett intresse för liturgisk och sakramental förnyelse. Kyrkomötet 1893 och antagandet av den nya kyrkohandboken 1894 kan därför ses som lundahögkyrklighetens seger. Lundahögkyrkligheten kom att agera katalysator för den förnyelse inom Svenska kyrkan som började ske från 1890-talet och framåt, och dess arv kan skönjas både hos ungkyrkorörelsen och i den nya högkyrkligheten från 1930-talet och framåt (se Gunnar Rosendal och Kyrklig förnyelse). 
Politiskt var både den äldre och yngre lundahögkyrkligheten konservativ. Dock saknades inte sociala inslag. Från Tyskland hämtade rörelsen inspiration till en socialkonservativ politik och kristlig-social rörelse (även antisemitiska inslag förekom, ex hos Andreas Berggren).
Med motiv hämtade från den lutherska treståndsläran yrkade de på större kyrkligt ansvarstagande i fattiggårdsfrågan och menade att staten hade ett ansvar för medborgarnas väl, samtidigt som socialismen avvisades. Genom bättre lagstiftning kunde industriarbetare erbjudas tryggare arbetsvillkor, och så länge den privata äganderätten respekterades kunde även en viss ekonomisk utjämning och fördelning ske. Kyrklig fattigvård organiserades också på många ställen.